# Concilio de Roma (374)
El año 374 fue convocado un concilio en Roma por el papa Dámaso, contra el apolinarismo, cuyo jefe era Apolinario, obispo de Laodicea en Siria.

## Apolinarismo
Los apolinarístas pretendían del mismo modo que los arrianos, que Jesucristo había tenido solamente carne humana y no un alma y que la divinidad le suplía o servía de alma. Después, distinguiendo el alma que nos hace vivir de la inteligencia por la cual razonamos, no concedían a Jesucristo más que esta alma animal, porque no se atrevían, según decían, a reconocerle hombre perfecto como somos nosotros porque 
1. Primero, hubiera sido también pecador
2. Segundo, que dos cosas perfectas no pueden hacer una sola
3. Tercero, porque la divinidad no hubiera sido más que una parte de un todo y que así se habrían debido reconocer dos Hijos y dos Cristos.

Sobre estos pensamientos del espíritu humano y estos inconvenientes imaginarios que se hallaban fomentados en su opinión, fundaban su nuevo dogma, sin detenerse ni darles cuidado el abandonar la fe antigua y la tradición que la Iglesia ha recibido de los apóstoles, contra la cual no se deben escuchar nuestros discursos. No consideraban que el hombre no puede pretender sin una extraña temeridad decidir por sus cortas luces lo que es superior a nuestra razón e inteligencia porque en fin, si fuera cierto que el verbo divino no se hubiese unido a lo que hay de más considerable en nosotros, nos quitaba esta opinión toda esperanza de salvación , y hacia pasible la divinidad.
Los apolinarístas, como no querían reconocer dos substancias y dos naturalezas en Jesucristo, la una divina, y la otra humana defendieron que tenía una sola naturaleza mixta y compuesta de la divina y de la humana y decían que su carne era consubstancial a su divinidad que una parte del verbo se había mudado en carne y en hueso. En una palabra, en un cuerpo y en una naturaleza toda diferente de la suya que esto no había sido un cuerpo como el nuestro; 
- que solo había tenido la forma y la apariencia exterior pero era coeterno a la Naturaleza divina, formado de la substancia misna de la sabiduría eterna y de la del verbo, trocada en un cuerpo pasible
- que así era la divinidad del Hijo consustancial al Padre, la que había sido circuncidada y clavada en la cruz y no un cuerpo terrestre como el nuestro. De aquí inferían que la sustancia de su cuerpo, no era tomada de María, sino que solo había pasado por ella, como por un canal y la reusaban el título de Madre de Dios diciendo que este cuerpo había sido antes que María
- que Jesucristo le había tenido siempre
- que era celeste e increado.

Además de estos errores sobre el misterio de la encarnación, admitían diferentes grados en la Trinidad y decían que el Espíritu Santo era grande, el Hijo más grande, el Padre muy grande. Tenían también la opinión de los milenarios y admitían tres resurrecciones.

## Condena del apolinarismo
Todos estos errores, más que las personas, se condenaron en este Concilio. En cuanto a la persona de Apolinario, no lo fue hasta después que él y Vital movieron el Cisma, esto es, el año 377 y cuando dio a Vital el nombre de obispo de los apolinaristas en Antioquía. Esta secta causó allí muchos disturbios y divisiones. Las cuestiones embarazosas y oscuras que él y sus sectarios agitaban sobre la Encarnación ofuscaron de tal modo los espíritus, que muchos dudaban absolutamente de este grande Misterio, otros se perdían en las dificultades en que se entraban, buscando nuevos términos, cuyo único fruto eran disputas sin fin y pocos seguían la antigua doctrina de la Iglesia.
San Basilio escribió muchas Cartas sobre esta herejía, contra la cual clamó fuertemente. Por estas cartas convocó el papa Dámaso un Concilio en Roma el año 378, con Pedro de Alejandría. En él condenaron las opiniones de Apolinario y declararon que Jesucristo era verdadero hombre, como también verdadero dios y que cualquiera que dijese que faltaba alguna cosa, sea a su humanidad o a su divinidad, debía ser juzgado por enemigo de la Iglesia y se depuso a Apolinario. Esta misma herejía se condenó en el Concilio de Antioquía el año 379 y el Concilio Ecuménico de Constantinopla, convocado algunos meses después, confirmó la sentencia del Concilio de Roma contra Apolinario y sus sectarios. Apolinario persistió en su error y murió en una edad avanzada imperando Teodosio. 
Según los autores eclesiásticos contemporáneos, había recibido extraordinarios talentos de la naturaleza, y grandes dones de la gracia. Combatió con mucho espíritu y gloria por la verdadera fe contra los que eran enemigos de ella porque habiendo prohibido Juliano el Apóstata a los cristianos el estudio de los autores gentiles, dice Sócrates que los dos Apolinarios, padre e hijo, procuraron suplir la falta de estos autores con las obras que compusieron. El padre puso en verso heroico los libros de Moisés y las historias del Antiguo Testamento y el hijo hizo Diálogos a imitación de Platón, donde comprendió el Evangelio y los preceptos de los apóstoles. Pero dice Mr. de Tillemont, que porque puso su confianza en su propia sabiduría, porque quiso resolver algunas dificultades que la flaqueza humana no puede aclarar porque se dejó llevar de la comezón de una curiosidad profana porque quiso encontrar nuevas sendas en la pureza y sencillez de la fe, le fueron inútiles todas las ventajas que tenía y mereció ser mirado de toda la Iglesia como un cismático y un hereje.